# Denis Gingras
Pour les articles homonymes, voir Gingras.
Denis Gingras est chercheur spécialisé en cancérologie au laboratoire de médecine moléculaire au service d’hémato-oncologie de l’hôpital Sainte-Justine.

## Ouvrage
- Cuisiner avec les aliments contre le cancer, en coll. avec le Dr Richard Béliveau  (ISBN 978-2-89568-323-0)

## Sources
- laffont
- solar